# پاولا خارستوا
پاولا خارستوا (به انگلیسی: Pavla Chrástová) (زادهٔ ۱۴ مارس ۱۹۷۹) شناگر اهل جمهوری چک است.